# 卡亚佐主教座堂
卡亚佐圣母升天圣斯德望副主教座堂（義大利語：  Duomo di Caiazzo, Basilica concattedrale di Maria Santissima Assunta e Santo Stefano Vescovo ) 是天主教阿利费-卡亚佐教区 的副主教座堂，1986 年以前为原卡亚佐教区的主教座堂，位于意大利卡塞塔省卡亚佐的一座罗马天主教堂，供奉圣母玛利亚和斯德望主教。2013 年，该堂升格为宗座圣殿。
该堂兴建在一座罗马异教神庙的遗址上。早期教堂建筑的柱头取自罗马建筑。若干世纪以来，教堂已经多次重建。 